# Еликонида Солунска
Света мученица Еликонида је хришћанска светитељка. Рођена је у Солуну, и васпитана као хришћанка. За време Гордијана и Филипа она је прешла у Коринт где је изобличавала све оне који су приносили жртве идолима. Када ју је начелник Периније саветовао да принесе жртву идолу Ескулапу, Еликонида му је рекла: "Чуј ме, ја сам слушкиња Христова, а ко је Ескулап, не знам. Чини што ти воља". Због тога је изведена на суд и мучена тешким мукама. У хришћанској традицији помиње се да је бачена у огањ, али да се из њеног тела излила многа крв и погасила ватру, а она је остала жива. Бачена је пред лавове али је они нису нападали. Пуштена у храм да принесе жртве идолима, она је полупала идоле и тиме још више разгневила мучитеља против себе. У хришћанској традицији помиње се и да јој се јавио, док је лежала сва рањава у тамници, сам Господ Исус Христос са архангелима Михаилом и Гаврилом, исцелио јој ране, и утешио је и укрепио. Потом је изведена на губилиште да буде посечена мачем. Пре посечења молила се да је Бог прими у рај. Хришћани верују да се када је завршила молитву, чуо глас са неба: "Приђи, крећи, готов је за тебе и венац и престо!". После тога посечена је мачем.
Српска православна црква слави је 28. маја по црквеном, а 10. јуна по грегоријанском календару.